# Пелемби, Элиаш Гаспар
Эльяш Гаспар Пелемби (порт. Elias Gaspar Pelembe; род. 13 ноября 1983, Мапуту) — мозамбикский футболист, защитник южноафриканского клуба «Сунгу».

## Клубная карьера
Молодёжную карьеру провёл в «Эштрелла Вермелья» и «Дешпортиву ди Мапуту». В последнем начал профессиональную карьеру в 2004 году. С 2007 по 2009 года выступал за южноафриканский клуб «Суперспорт Юнайтед», где уже в первом сезоне был признан игроком сезона в чемпионате ЮАР. Летом 2009 года был на просмотре в «Тоттенхэм Хотспур», но в итоге перешёл в «Мамелоди Сандаунз». 

## Карьера за сборную
Домингеш был включен в состав сборной на Кубок африканских наций 2010 в Анголе, на котором он все три матча сборной провёл в основном составе.

## Достижения
- Чемпион ЮАР: 2008/09, 2013/14, 2016/17
- Обладатель Кубка ЮАР: 2014/15